# Firewood
Firewood är det svenska doom metal-bandet Witchcrafts andra album som gavs ut av Rise Above Records 2005. Albumet spelades in i England. 
Den japanska utgåvan, utgiven av Leaf Hound Records, innehåller bonuslåten "The Invisible" vilken också finns med på vinylskivan. Däremot finns inte Pentagram-covern "When the Screams Come" på vinylutgåvan. Förutom denna cover är all text och musik skriven av Magnus Pelander. Bandet turnerade senare under året i Storbritannien som förband för Corrosion of Conformity.
Denna andra platta blev den sista med Jonas Arnesén på trummor, han lämnade bandet i mitten av 2006.

## Låtlista
1. "Chylde of Fire" (Pelander) – 2:50
2. "If Wishes Were Horses" (Pelander) – 3:16
3. "Mr Haze" (Pelander) – 3:41
4. "Wooden Cross (I Can't Wake the Dead)" (Pelander) – 4:46
5. "Queen of Bees" (Pelander) – 5:13
6. "Merlin's Daughter" (Pelander) – 1:32
7. "I See a Man" (Pelander) – 3:59
8. "Sorrow Evoker" (Pelander) – 5:44
9. "You Suffer" (Pelander) – 2:43
10. "The Invisible" (Pelander) - 4:59 (bonusspår på vinyl- och Japanutgåva)
11. "Attention!/When the Screams Come" (Pelander/Liebling) – 11:40

## Banduppsättning
- John Hoyles - gitarr
- Jonas Arnesén - trummor
- Ola Henriksson - bas
- Magnus Pelander - sång och gitarr